# Lag ba-Ómer
Lag ba-Ómer (hebreu: tretzè dia del compte del Ómer), és el nom donat al dia 18 del mes de Iar. D'acord amb la tradició jueva, en aquesta data es commemora l'aniversari de la mort del rabí Ximon bar Yohaï.
Té lloc entre Péssah i Xavuot. Lag ba-Ómer esdevé el 18 del mes de Iar, i el dia 33 del compte de l'Ómer.
El Ómer era una mesura d'ordi que s'ofrenava al Temple de Jerusalem, el segon dia de Péssah, que donava inici a la collita en tota la terra d'Israel. Aquest dia el poble jueu començava a comptar les setmanes completes fins a la festivitat de Xavuot, en la qual portaven les primícies de les collites al Temple com ofrena, en aquest dia es recordava el lliurament dels Deu Manaments al Mont Sinaí.
Al segle II durant Lag ba-Ómer el tretzè dia d'Ómer, moria el rabí Ximon bar Yohaï, cèlebre místic a qui se li atribueix l'autoria del Zohar. Abans d'expirar demana als seus alumnes que aquest dia esdevingui una festivitat i un dia d'alegria. Una altra raó per la qual es festeja és, que hi va haver una plaga que delmava als alumnes del rabí Akiva matant a més de 24.000, en el dia de Lag ba-Ómer les morts van acabar.
Per generacions es festeja aquest dia sortint als boscos amb arcs i fletxes fent grans fogueres. Aquest costum s'originà, ja que en l'època del domini de l'Imperi Romà sobre Israel, es va prohibir l'estudi de la Torà, per això els estudiants sortien al bosc amb arcs i fletxes per evitar que les patrulles s'adonessin que es dirigien a estudiar Torà i es pensessin que els estudiants anaven a caçar.

## Jalakà
La Jalakà (en hebreu), o Upsherin en jiddisch, és una cerimònia d'origen cabalístic que consisteix a tallar els cabells d'un nen jueu per primera vegada als 3 anys. El tercer aniversari, és una etapa important a la vida d'un nen jueu, perquè aleshores pot començar a aprendre la Torà, i a portar la quipà i les tsitsit.
Els jueus hassídics comunament duen a terme la cerimònia en complir el nen 3 anys. A vegades el cabell que es talla, es pesa i es dona la quantitat equivalent del seu pes en or o en plata com a caritat. Altres costums són que cada persona que atén a la cerimònia li talla un floc de cabells al nen, i li dona una moneda per caritat. De vegades el nen canta una cançó en hebreu, basada en el verset bíblic Torà tsivà lanú Moixè (« Moisès ens va donar la Torà, com herència de la comunitat de Jacob»)
A Israel, és comú que el upsherin es dugui a terme durant la festa de Lag ba-Ómer a Merom, un poble de Galilea, a l'aniversari de la mort del Rabí Ximon bar Yohaï, autor del llibre cabalístic el Zohar, és possible que l'origen del costum es remunti al segle xvi.
A la Bíblia, la vida humana és comparada de vegades amb el creixement dels arbres, segons la Torà, està prohibit menjar la fruita d'un arbre durant els seus tres primers anys de vida, per això s'acostuma a no tallar el cabell d'un nen, fins que té 3 anys de vida, comparant-lo simbòlicament amb un arbre, amb l'esperança que igual que un arbre que creix alt i fort i dona fruits, el nen creixi en saviesa i bones accions, i si יהוה vol, tingui una familia.